# Regulatoire T-cel

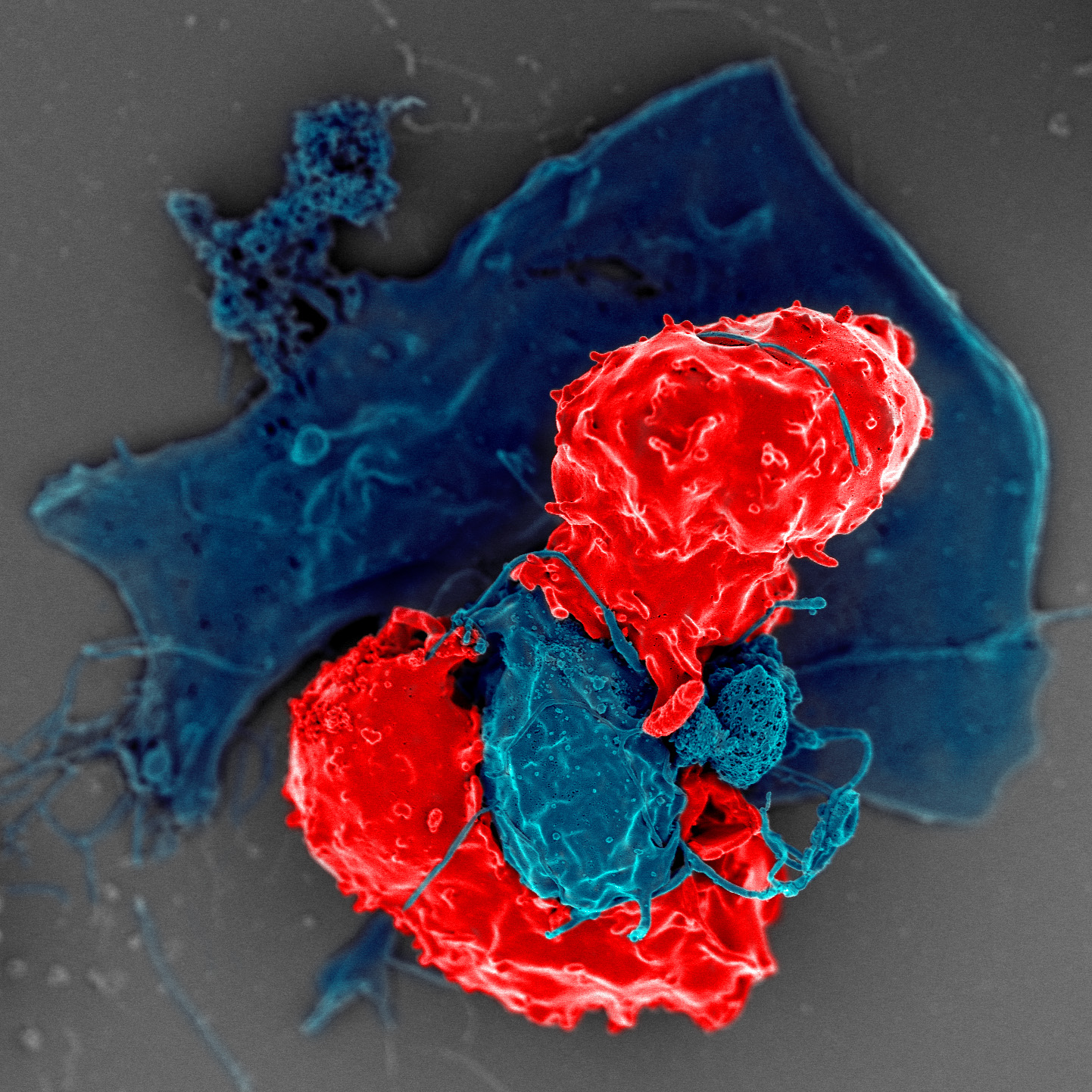
SEM-opname van twee regulatoire T-cellen (rood) die interactie aangaan met een antigeenpresenterende cel

De regulatoire T-cellen (Engels: regulatory T cells), vaak afgekort als Tregs, zijn een subgroep van T-lymfocyten die als taak hebben om de immuunrespons te onderdrukken en in toom te houden. Regulatoire T-cellen onderdrukken de sterkte en duur van een cellulaire respons, en kunnen een overmatige afweerreactie die schadelijk is voor het lichaam tegengaan. Regulatoire T-cellen zijn van belang bij het handhaven van perifere tolerantie tegen zelf-antigenen. Dit wil zeggen dat ze een reactie tegen de lichaamseigen bestanddelen afremmen. Wanneer Tregs niet goed functioneren, kan dit leiden tot een auto-immuunziekte.
Tregs geven cytokinen af die de sterkte van een opkomende immuunrespons matigen. De cytokinen, zoals IL-10 en TGF-β, hebben een remmend effect op de activiteit en proliferatie van effector-T-cellen (zoals cytotoxische T-cellen). Tregs zijn te herkennen aan de markers FOXP3, CD4, en CD25. Uitgaande hiervan worden regulatoire T-cellen vaak als een aparte subgroep van CD4+ helper-T-cellen beschouwd. Door hun afweeronderdrukkende functie werden ze in het verleden ook wel aangeduid als T-suppressorcellen.

## Kenmerken en onderverdeling
De regulatoire T-cel kan net zoals andere cellen van het immuunsysteem geïdentificeerd worden aan de hand van de aanwezigheid van verschillende moleculen aan de binnen- en buitenzijde van de cel. Het gaat daarbij om de moleculen CD4 en CD25, maar ook om de transcriptiefactor FOXP3. FOXP3 is de belangrijkste marker van regulatoire T-cellen: het is namelijk een master-controller van hun ontwikkeling. Verder kenmerken Tregs zich door een verlaagde expressie van de receptor voor IL-7 (CD127).
Regulatoire T-cellen kunnen weer onderverdeeld worden in de natural Tregs (nTregs) en de induced Tregs (iTregs), waarbij de nTregs zich onderscheiden van de iTregs door expressie van de transcriptiefactor Helios. Beide populaties Tregs hebben een immuunresponsonderdrukkende functie. Het verschil is dat iTregs vooral nodig zijn voor de regulatie van de normale immuunrespons van zowel CD4+ als CD8+ T-lymfocyten, gericht tegen binnendringende micro-organismen, terwijl de nTregs vooral van belang zijn voor het in stand houden van de perifere tolerantie tegen lichaamseigen antigenen.
Induced Tregs ontwikkelen zich uit naïeve helper-T-cellen in de perifere lymfoïde organen, gewoonlijk wanneer deze naïeve T-cellen hun antigeen herkennen in de aanwezigheid van TGF-β en in de afwezigheid van IL-6. Natural Tregs ontwikkelen zich in de thymus via positieve selectie.

## Klinische relevantie
Onderzoek in muismodellen laat zien dat Treg-cellen aangewend kunnen worden als behandelingsstrategie tegen auto-immuunziekten, orgaantransplantatie en wondgenezing.  Treg-cellen zijn daarnaast in de belangstelling gekomen door hun rol in de vorming van kanker. Treg-cellen kunnen zich rond een tumor verzamelen en daar de lokale afweerreactie verzwakken, waardoor het immuunsysteem deze kankercellen in verminderde mate kan opruimen. Onderzoek in de kankerimmunotherapie bestudeert hoe regulatie van T-cellen mogelijk kan worden gebruikt bij de behandeling van kanker.